# Asterophorum
Asterophorum es un género con dos especies de plantas con flores, perteneciente a la familia Malvaceae. Es originario de Sudamérica. Fue descrito por Thomas Archibald Sprague  y publicado en Bulletin of Miscellaneous Information Kew  1908(6): 249-250, en el año 1908.  La especie tipo es Asterophorum eburneum Sprague.

## Especies
- Asterophorum eburneum Sprague
- Asterophorum mennegae Jans.-Jac. & Westra